# Round Island (Mauritius)
Round Island, französisch Île Ronde ist eine unbewohnte Insel 22,5 Kilometer nordöstlich von Mauritius. Bei einer Länge von 2,0 km und einer maximalen Breite von 1,5 km hat sie eine Fläche von 1,69 km² und erhebt sich maximal in 280 Meter Höhe. Die Insel ist vulkanischen Ursprungs und hat eine felsige Küste.
Früher war die gesamte Insel mit Hartholzwäldern und Palmsavannen bedeckt. Nach umfangreichen Rodungen und der Zerstörung der Vegetation durch Ziegen und Kaninchen im 19. und 20. Jahrhundert ist heute davon nur noch ein spärlicher Rest von 10 % geblieben. Nachdem man die invasiven Tiere in den 1980er Jahren von der Insel entfernt hatte, ist Round Island nun ein streng geschütztes Naturschutzgebiet. Neben seltenen endemischen Tierarten wie Guenthers Taggecko (Phelsuma guentheri), dem Telfair-Skink (Leiolopisma telfairi) und der Round-Island-Boa (Casarea dussumieri) existiert hier die Flaschenpalme (Hyophorbe lagenicaulis), die mit nur noch zehn in der Wildnis vorkommenden Exemplaren zu den seltensten Bäumen der Welt gehört. Der wildlebende Bestand auf Round Island ist heute vor allem durch tropische Stürme gefährdet. Die Flaschenpalme wird jedoch heute erfolgreich in der Kultivierung gezogen. Weitere seltene Pflanzentaxa auf Round Island sind Fernelia buxifolia und Dictyosperma album var. conjugatum. Die ehemals auf der Insel endemische Mauritiusboa (Bolyeria multocarinata) wurde seit 1975 nicht mehr gesehen und ist vermutlich ausgestorben.